# Premijer liga 2013./14.
Premijer liga 2013./14. je dvadeset i treća sezona najvišeg ranga hrvatskog rukometnog prvenstva. Liga se igra u dva dijela: 

- 1. dio igra 14 klubova dvokružno (26 kola) te se na osnovu plasmana u ligi natječu u drugom dijelu prvenstva 

- drugi dio prvenstva je podijeljen u tri dijela:
- Ligu za prvaka - četiri prvoplasirane momčadi iz Lige 14 i hrvatski sudionici SEHA lige - Croatia Osiguranje i Nexe.
- Ligu za poredak - momčadi od 5. do 8. mjesta u Ligi 14
- Ligu za ostanak - preostale momčadi iz Lige 14

Prvak Hrvatske je dvadeset i treći put zaredom postala momčad Croatia osiguranja iz Zagreba.

## Sudionici
- Bjelovar - Bjelovar
- Buzet - Buzet
- Đakovo - Đakovo
- Karlovac - Karlovac
- Marina Kaštela - Kaštel Gomilica
- Moslavina - Kutina
- Nexe - Našice *
- Poreč - Poreč
- Zamet - Rijeka
- Umag - Umag
- Varaždin - Varaždin
- Gorica - Velika Gorica
- Spačva - Vinkovci
- Croatia osiguranje - Zagreb *
- Dubrava - Zagreb
- Medveščak NFD - Zagreb

 *  ne igraju prvi dio sezone, sudionici SEHA lige

## Ljestvice

### Premijer liga -Liga 14
| mj. | klub           | ut. | pob. | neod. | por. | gol+ | gol- | bod | 2. dio sezone   |
| --- | -------------- | --- | ---- | ----- | ---- | ---- | ---- | --- | --------------- |
| 1.  | Varaždin       | 26  | 23   | 2     | 1    | 861  | 677  | 48  | Liga za prvaka  |
| 2.  | Poreč          | 26  | 19   | 1     | 6    | 745  | 679  | 39  | Liga za prvaka  |
| 3.  | Karlovac       | 26  | 15   | 4     | 7    | 729  | 672  | 34  | Liga za prvaka  |
| 4.  | Dubrava        | 26  | 15   | 1     | 10   | 795  | 762  | 31  | Liga za prvaka  |
| 5.  | Umag           | 26  | 15   | 0     | 11   | 704  | 659  | 30  | Liga za poredak |
| 6.  | Zamet          | 26  | 15   | 0     | 11   | 735  | 696  | 30  | Liga za poredak |
| 7.  | Marina Kaštela | 26  | 15   | 0     | 11   | 709  | 703  | 30  | Liga za poredak |
| 8.  | Spačva         | 26  | 12   | 1     | 13   | 671  | 701  | 25  | Liga za poredak |
| 9.  | Bjelovar       | 26  | 11   | 2     | 13   | 744  | 766  | 24  | Liga za ostanak |
| 10. | Buzet          | 26  | 10   | 2     | 14   | 691  | 712  | 22  | Liga za ostanak |
| 11. | Gorica         | 26  | 9    | 1     | 16   | 708  | 721  | 19  | Liga za ostanak |
| 12. | Đakovo         | 26  | 8    | 0     | 18   | 700  | 768  | 16  | Liga za ostanak |
| 13. | Medveščak NFD  | 26  | 3    | 2     | 21   | 668  | 804  | 8   | Liga za ostanak |
| 14. | Moslavina      | 26  | 4    | 0     | 22   | 649  | 789  | 8   | Liga za ostanak |

### Liga za prvaka
Doigravanje za prvaka Hrvatske i plasman prvih šest momčadi u prvenstvu.
| mj. | klub               | ut. | pob. | neod. | por. | gol+ | gol- | bod |
| --- | ------------------ | --- | ---- | ----- | ---- | ---- | ---- | --- |
| 1.  | Croatia osiguranje | 10  | 10   | 0     | 0    | 353  | 256  | 20  |
| 2.  | NEXE Našice        | 10  | 6    | 0     | 4    | 280  | 275  | 12  |
| 3.  | Varaždin           | 10  | 4    | 2     | 4    | 288  | 293  | 10  |
| 4.  | Dubrava            | 10  | 4    | 0     | 6    | 288  | 314  | 8   |
| 5.  | Karlovac           | 10  | 2    | 3     | 5    | 254  | 281  | 7   |
| 6.  | Poreč              | 10  | 1    | 1     | 8    | 246  | 290  | 3   |

### Liga za poredak
Razigravanje za 7. do 10. mjesta u prvenstvu. Zbrajaju se i međusobni susreti iz Lige 14.
| mj       | klub           | ukupan omjer u Ligi za poredak | ukupan omjer u Ligi za poredak | ukupan omjer u Ligi za poredak | ukupan omjer u Ligi za poredak | ukupan omjer u Ligi za poredak | ukupan omjer u Ligi za poredak | ukupan omjer u Ligi za poredak |    | omjer ostvaren u Ligi za poredak | omjer ostvaren u Ligi za poredak | omjer ostvaren u Ligi za poredak | omjer ostvaren u Ligi za poredak | omjer ostvaren u Ligi za poredak | omjer ostvaren u Ligi za poredak |
| mj       | klub           | ut                             | pob                            | ner                            | por                            | gol+                           | gol-                           | bod                            | ut | pob                              | ner                              | por                              | gol+                             | gol-                             |                                  |
| -------- | -------------- | ------------------------------ | ------------------------------ | ------------------------------ | ------------------------------ | ------------------------------ | ------------------------------ | ------------------------------ | -- | -------------------------------- | -------------------------------- | -------------------------------- | -------------------------------- | -------------------------------- | -------------------------------- |
| 1. (7.)  | Umag           | 12                             | 8                              | 0                              | 4                              | 333                            | 318                            | 16                             | 6  | 4                                | 0                                | 2                                | 179                              | 178                              |                                  |
| 2. (8.)  | Zamet          | 12                             | 6                              | 0                              | 6                              | 343                            | 318                            | 12                             | 6  | 4                                | 0                                | 2                                | 185                              | 164                              |                                  |
| 3. (9.)  | Marina Kaštela | 12                             | 6                              | 0                              | 6                              | 313                            | 325                            | 12                             | 6  | 2                                | 0                                | 4                                | 160                              | 179                              |                                  |
| 4. (10.) | Spačva         | 12                             | 4                              | 0                              | 8                              | 320                            | 348                            | 8                              | 6  | 2                                | 0                                | 4                                | 174                              | 177                              |                                  |

### Liga za ostanak
Razigravanje za 11. do 16. mjesto u prvenstvu i ostanak u ligi. Zbrajaju se i međusobni rezultati ostvareni u Ligi 14.
| mj       | klub          | ukupan omjer u Ligi za ostanak | ukupan omjer u Ligi za ostanak | ukupan omjer u Ligi za ostanak | ukupan omjer u Ligi za ostanak | ukupan omjer u Ligi za ostanak | ukupan omjer u Ligi za ostanak | ukupan omjer u Ligi za ostanak |    | omjer ostvaren u Ligi za ostanak | omjer ostvaren u Ligi za ostanak | omjer ostvaren u Ligi za ostanak | omjer ostvaren u Ligi za ostanak | omjer ostvaren u Ligi za ostanak | omjer ostvaren u Ligi za ostanak |
| mj       | klub          | ut                             | pob                            | ner                            | por                            | gol+                           | gol-                           | bod                            | ut | pob                              | ner                              | por                              | gol+                             | gol-                             |                                  |
| -------- | ------------- | ------------------------------ | ------------------------------ | ------------------------------ | ------------------------------ | ------------------------------ | ------------------------------ | ------------------------------ | -- | -------------------------------- | -------------------------------- | -------------------------------- | -------------------------------- | -------------------------------- | -------------------------------- |
| 1. (11.) | Bjelovar      | 20                             | 11                             | 3                              | 6                              | 580                            | 557                            | 25                             | 10 | 4                                | 2                                | 4                                | 296                              | 293                              |                                  |
| 2. (12.) | Gorica        | 20                             | 11                             | 2                              | 7                              | 587                            | 545                            | 24                             | 10 | 6                                | 1                                | 3                                | 300                              | 286                              |                                  |
| 3. (13.) | Đakovo        | 20                             | 11                             | 1                              | 8                              | 584                            | 573                            | 23                             | 10 | 5                                | 1                                | 4                                | 292                              | 283                              |                                  |
| 4. (14.) | Buzet         | 20                             | 10                             | 2                              | 8                              | 575                            | 538                            | 22                             | 10 | 4                                | 2                                | 4                                | 285                              | 272                              |                                  |
| 5. (15)  | Moslavina     | 20                             | 5                              | 3                              | 12                             | 535                            | 591                            | 13                             | 10 | 3                                | 3                                | 4                                | 292                              | 302                              |                                  |
| 6. (16.) | Medveščak NFD | 20                             | 5                              | 3                              | 12                             | 538                            | 595                            | 13                             | 10 | 3                                | 1                                | 6                                | 268                              | 297                              |                                  |